# フーナー・アングーン国勢調査地域
座標: 北緯58度08分 西経135度09分 / 北緯58.133度 西経135.150度
フーナー・アングーン国勢調査地域（フーナー・アングーンこくせいちょうさちいき、英語: Hoonah-Angoon Census Area）は、アメリカ合衆国アラスカ州非自治郡の国勢調査地域。州南東部に位置する。最大の都市はフーナー。人口は2,365人（2020年国勢調査）で、非自治郡の国勢調査地域の中では最も少ない。

## 地理
アメリカ合衆国国勢調査局によれば、フーナー・アングーン国勢調査地域の面積は10,914平方マイル（28,270 km2）で、そのうち陸地は7,525 平方マイル（19,490 km2）、水域は3,389 平方マイル（8,780 km2）で、割合は68.9%である。
1980年に成立した時は現在のヤクタト市郡およびスカグウェイ市郡を含んでいたが、後にそれぞれ別の郡として分離し、2007年に現在の領域となった。
飛び地はヘインズ郡に囲まれたクルクワンがある。かつてはスカグウェイもヘインズ郡で沿岸部と分断された飛び地であった。

### 隣接する行政区画
- ヤクタト市郡 - 北西
- ヘインズ郡 - 北東
- ジュノー市郡 - 北東
- ピーターズバーグ郡 - 南東
- シトカ市郡 - 南西
- カナダ・ブリティッシュコロンビア州スティキーン地域 - 北西、東
- カナダ・ブリティッシュコロンビア州キティマット・スティキーン地域 - 南東

## 歴史
1970年の国勢調査ではスカグウェイ・ヤクタト国勢調査区（Skagway-Yakutat Division）とアングーン国勢調査区（Angoon Division）であった。
1980年の国勢調査の際に2区を統合し、スカグウェイ・ヤクタト・アングーン国勢調査地域（Skagway-Yakutat-Angoon Census Area）として作成された。人口は3,478人（1980年）、4,385人（1990年）であった。
1992年11月22日、ヤクタトが市郡として分離し、残された地域はスカグウェイ・フーナー・アングーン国勢調査地域（Skagway-Hoonah-Angoon Census Area）に再編された。人口は3,436人（2000年）であった。
2007年6月20日、スカグウェイが郡として分離し、残された地域はフーナー・アングーン国勢調査地域に再編された。

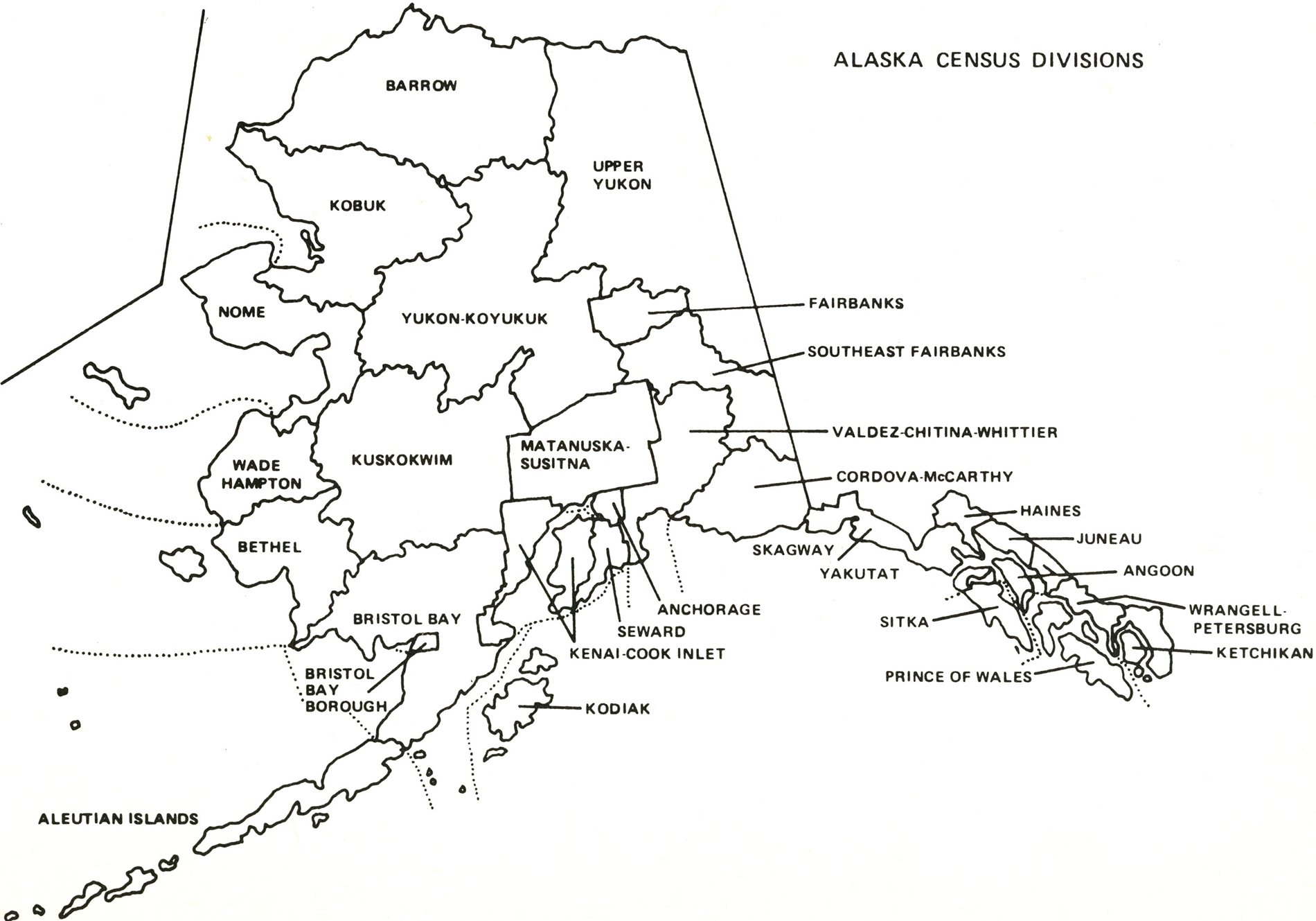
1970年の国勢調査区
スカグウェイ・ヤクタト・アングーン国勢調査地域の地図（1980年-1992年）
スカグウェイ・フーナー・アングーン国勢調査地域の地図（1992年-2007年）

## 住民
| 人種 / 民族 (NH = 非ヒスパニック)               | 人口 2010 | 人口 2020 | % 2010  | % 2020  |
| ----------------------------------------------- | --------- | --------- | ------- | ------- |
| 白人 (NH)                                       | 993       | 1,123     | 46.19%  | 47.48%  |
| アフリカ系アメリカ人 (NH)                       | 8         | 6         | 0.37%   | 0.25%   |
| ネイティブ・アメリカンまたはアラスカ先住民 (NH) | 850       | 841       | 39.53%  | 35.56%  |
| アジア系アメリカ人 alone (NH)                   | 12        | 15        | 0.56%   | 0.63%   |
| 太平洋諸島系 (NH)                               | 1         | 4         | 0.05%   | 0.17%   |
| その他の人種 (NH)                               | 0         | 16        | 0%      | 0.68%   |
| 混血 (NH)                                       | 209       | 240       | 9.72%   | 10.15%  |
| ラテン系アメリカ人（ヒスパニック）              | 77        | 120       | 3.58%   | 5.07%   |
| Total                                           | 2,150     | 2,365     | 100.00% | 100.00% |

## 都市

### 市
- アングーン（英語版）
- グスタフ（英語版）
- フーナー（英語版）
- ペリカン
- テナキースプリングス（英語版）

### 国勢調査指定地域
- エルフィンコーブ（英語版）
- ゲームクリーク（英語版）
- クルクワン（英語版） - ヘインズ郡に囲まれた飛び地
- ホワイトストーンロギングキャンプ（英語版）

### 非法人コミュニティ
- キューブコーブ（英語版）
- Killisnoo